# Torneio Relâmpago 1946
In 1946 werd de vierde en laatste editie van het Torneio Relâmpago gespeeld voor de grootste clubs uit de stad Rio de Janeiro. De competitie werd gespeeld van 16 maart tot 3 april. Vasco da Gama werd kampioen. 

## Eindstand
| Plaats | Club          | Wed. | W | G | V | Saldo | Ptn. |
| ------ | ------------- | ---- | - | - | - | ----- | ---- |
| 1.     | Vasco da Gama | 5    | 3 | 1 | 1 | 11:5  | 7    |
| 2.     | Fluminense    | 5    | 3 | 0 | 2 | 10:8  | 6    |
| 2.     | America       | 5    | 2 | 2 | 1 | 8:7   | 6    |
| 4.     | Flamengo      | 5    | 1 | 2 | 2 | 8:10  | 4    |
| 4.     | Botafogo      | 5    | 1 | 2 | 2 | 9:15  | 4    |
| 6.     | São Cristóvão | 5    | 1 | 1 | 3 | 8:9   | 3    |

|  | Winnaar |

## Kampioen
| Torneio Relâmpago 1946            |
| Rio de Janeiro                    |
| --------------------------------- |
| VASCO DA GAMA Kampioen (2° titel) |